# Código Penal (grupo)
Código Penal é um grupo brasileiro de rap e hip hop formado em Planaltina, no Distrito Federal. O grupo iniciou em 1990 e é atualmente composto por NEGO THALLES  (vocalista, compositor e produtor), NEY MALLOCA (vocalista, backing vocal, compositor e produtor) e GAMBELL (vocalista), ex-integrantes de grupos de rua.

## História
O Código Penal foi formado em 1990 por DJ Dourado, Nego Thales, Osmair e Tyson, que eram integrantes de gangues de rua, em Planaltina. A partir de então, o grupo começou a fazer apresentação em bailes e eventos locais do estado. Em 1992, o grupo procurou DJ Leandronik para ser o produtor musical, fazendo com que o Código Penal participasse pela primeira vez de um disco - DJ Leandronik do Gueto - com as faixas "Preste Atenção" e "A Procura de um Caminho"..
Poucos anos depois, Tyson saiu do grupo, reduzindo o número de integrantes a três. O Código Penal recebeu propostas de diversas gravadoras independentes, até que assinou contrato com a Discovery. Em 1996, o primeiro álbum de estúdio foi lançado, intitulado Vivemos como o Diabo Gosta e Ninguém se Liga, também distribuído em LP. Acompanhado do CD, veio o primeiro single, a música "Mente Criminal", gravada também nas versões "a capella", "remix" e "instrumental". Após adquirir maior notoriedade em todo o país, em 2000 veio o segundo trabalho, Extrema-Unção (É Isso que Você Quer). Contou com a produção de DJ Raffa e participação da cantora Paula  Gabi no mesmo lançamento ingressaram Ney malloca e Gambell.
Em 2003, foi lançado o terceiro álbum do grupo, chamado Aí Bandido, com destaque para as faixas "Olho por Olho" e "Sou da Maloca". No ano seguinte, o Código Penal criou a gravadora independente Quilombo DF, mas que ainda não lançou nenhum trabalho, exceto o seu quarto disco de estúdio, chamado A Maloca, que contou com a participação de Cirurgia Moral, lançado em 2008. Atualmente, está na produção de mais um álbum.

## Discografia
- Vivemos como o Diabo Gosta e Ninguém se Liga (1996)
- Extrema-Unção (É Isso que Você Quer) (2000)
- Aí Bandido (2003)
- A Maloca (2008)